# Die Kammer (Musikgruppe)
Die Kammer ist ein im Dezember 2011 gegründetes Musikorchester, dessen Musiker aus Wien, Frankfurt am Main und Berlin kommen. Die Kammer teilt ihre Schaffensphasen in Seasons ein.

## Geschichte

### Season 0:The Orphanage
Season 0 begann am 1. Februar 2012. Die beiden Musiker, Sänger Marcus Testory (ex-Chamber) und Gitarrist Matthias Ambré (ex-ASP), welche bereits in der Vergangenheit zusammenarbeiteten, gründeten Die Kammer bereits am 22. Dezember 2011. Anfang Februar 2012 startete das Duo Season 0 und das Videomärchen Early Adoptions. Am 15. April 2012 stießen mit Oliver Himmighoffen (Schlagzeug, ex-ASP) und Dirk Klinkhammer (Tuba) zwei weitere Musiker zu den beiden Musikern.
Das erste Konzert der Kammer fand am 27. Mai 2012 im Rahmen des Wave-Gotik-Treffen (WGT) im Leipziger Völkerschlachtdenkmal statt. Nur wenige Wochen später, am 14. Juni 2012, wurde Filmkomponist Matthias Raue (Violine, Viola) als weiteres Bandmitglied vorgestellt. Komplettiert wurde die Gruppe von Tabea Rotter (Cello) und Aline Deinert (Violine). Die erste Single The Orphanage wurde am 18. Juni 2012, nur vier Tage nach Raues Einstieg, bei Delicious Releases als rein digitales Produkt herausgebracht. Zeitgleich wurde das Musikvideo hierzu auf Youtube veröffentlicht. Dieses wurde von Ingo Römling im Stil einer historischen Scherenschnitt-Animation gefertigt.

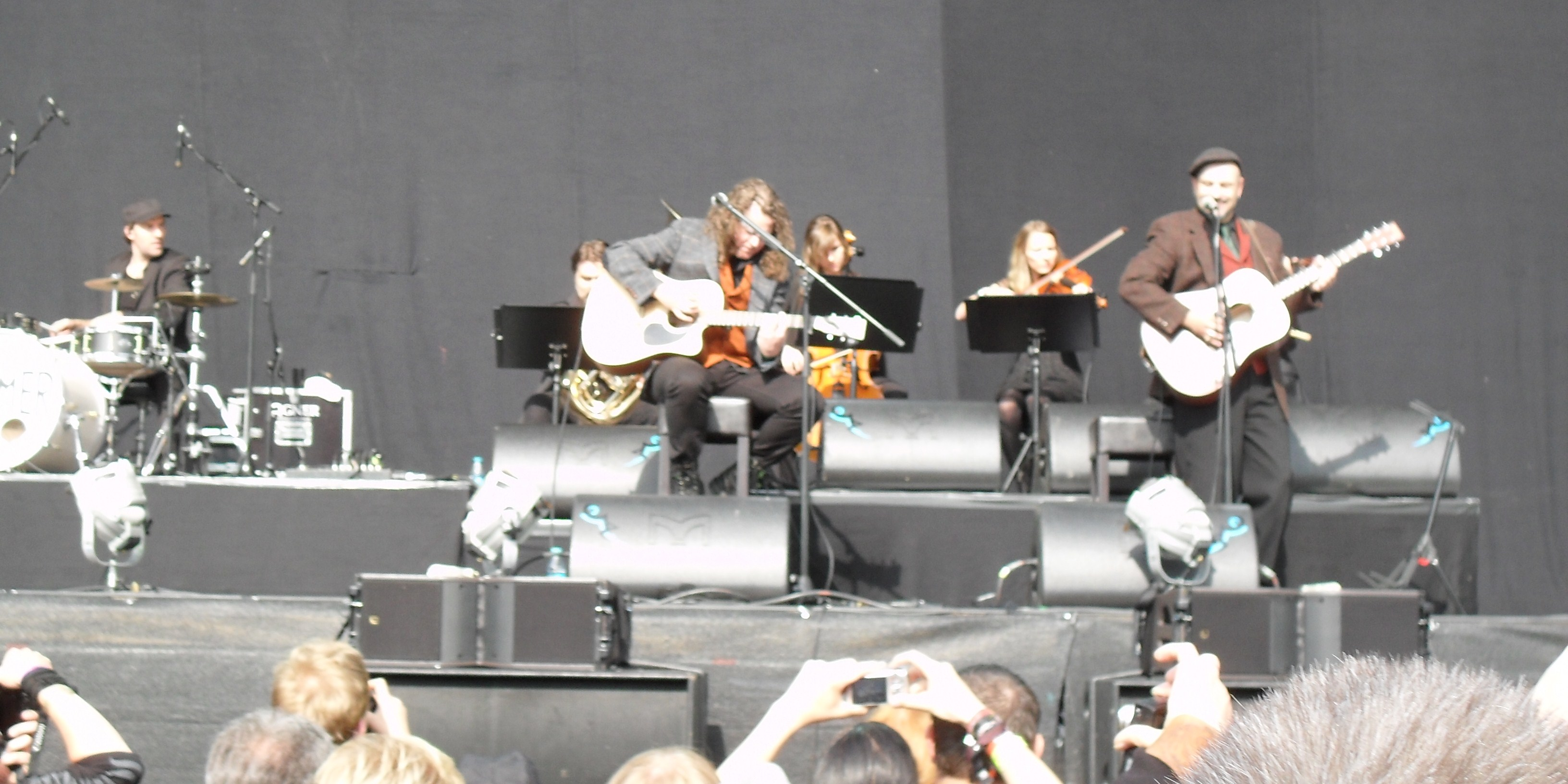
Die Kammer live am 31. August 2013 im Kölner Tanzbrunnen

### Season I:The Seeming and the Real
Mitte Oktober erschien mit Season I: The Seeming and the Real das Debütalbum über Delicious Releases, das von New Music Distribution vertrieben wird.
Am 31. August 2013 spielte die Kammer gemeinsam mit Versengold, Lyriel und Fiddler’s Green als Vorgruppe für Schandmaul, die im Rahmen eines zweitägigen Open-Air-Festivals im Tanzbrunnen ihr 15-jähriges Jubiläum feierten. Das Konzert war an beiden Tagen mit mehr als 10,000 Besuchern ausverkauft. Anfang 2014 ist die Kammer auf vereinzelten Shows gemeinsam mit Schandmaul durch ganz Deutschland getourt.

### Beyond Seasons:Hither and Thither
Im Frühling, am 19. Mai 2013, wurde mit Hither and Thither ein neuer Song veröffentlicht. Beyond Seasons, also außerhalb der in Seasons eingeteilten Schaffensphasen, startet damit die Videoreihe Hither and Thither. Seitdem veröffentlichte die Kammer in jeder darauf folgenden Jahreszeit eine Variation des Videos und Songs in unterschiedlichen Besetzungen. Schauplatz der Videos ist eine idyllische Bank vor einem Baum an einem Bach im Kammergarten.

### Season II:Views from the Inside
Am 21. Januar 2014 erschien mit Be Careful die erste Single aus dem neuen Album, das Season II: Views from the Inside heißt und am 14. Februar 2014 veröffentlicht wurde. Am Pfingstwochenende machten Marcus Testory, Matthias Ambré, Aline Deinert und Matthias Raue in der Leipziger Innenstadt Straßenmusik. Im Frühjahr, am 25. Mai 2015 trat die Kammer beim zum Wave-Gotik-Treffen im ausverkauften Schauspielhaus auf.
Am 15. September 2014 veröffentlichte die Kammer ihr Video zur Moritat Sinister Sister. Dieses setzte Illustrator Ingo Römling in handgezeichnetem Legetrick um. Im November absolvierte die Kammer unter dem Motto Sinister Sister die erste eigene Headliner-Tour.
Im Frühjahr 2015 entschied sich Cellistin Tabea Rotter ihr Engagement auf unbestimmte Zeit ruhen zu lassen. Die Position am Cello wurde danach von Veronika Münstermann besetzt. Am 13. Juni 2015 absolvierte die Band in einer abgespeckten Besetzung als Die Kammer minimized spontan einen Guerilla-Auftritt beim Blackfield-Festival in Gelsenkirchen auf einer Nebenbühne, als unangekündigter Pausenfüller. Am 21. Juni 2015 war die Kammer in alternativer Besetzung beim Mitternacht-Special auf dem Feuertanz-Festival in einer Besetzung nur mit Streichern zu hören. Des Weiteren sind die beiden Protagonisten Ambré und Testory seit November 2015 offizielle Endorser der Firma Framus und werden von dieser durch Akustikgitarren der Legacy-Serie unterstützt.
Auch im Jahr 2016 trat die Band mehrfach als Die Kammer minimized auf. Im selben Jahr verließ zunächst Dirk Klinkhammer die Band wegen Zeitmangels und dann Veronika Münstermann wegen eines Musik-Stipendiums in Spanien. Auf der Frühjahrstour 2017 wird die Band von den Gastmusikern Benni Cellini (Cello, Letzte Instanz) und Harold Nardelli (Tuba) unterstützt.

### Season III:Solace in Insanity
Während der Arbeiten zum dritten Album stieß Ingo Römling, welcher bereits zuvor alle Artworks gestaltete, 2015 als Bassist zur Band. Am 28. Januar 2016 wurde das Video zu Love for Live, im Dokumentarstil mit Szenen von der Arbeit der Band am Album, veröffentlicht. Am 5. Februar 2016 erschien Season III: Solace in Insanity. Das Releasekonzert fand ebenfalls am 5. Februar 2016 in der Moritzbastei in Leipzig statt. Support der bisher größten Live-Tournee vom 5. Februar 2016 bis 12. März 2016 war Delva.

## Musikstil
Saskia Pompe vergleicht die Musik von die Kammer mit ASPs Album Once in a lifetime, einem Gemeinschaftsprojekt mit Testorys ehemaliger Band Chamber. Auf Whiskey-soda.de heißt es, dass die Kammer ähnlich wie Unheilig seien, jedoch ein Konzept haben und mit echten Streichinstrumenten arbeiten. Powermetal.de schreibt, dass man zwölf Jahre nicht von heute auf morgen wegschmeißen kann und sich die Musik mit ASP vergleichen lasse. Das Debüt nimmt klare Züge der melancholischen Stimmung an, die Ambré während seiner Zeit bei ASP begleitet hat. Jedoch entwickle sich die Platte in den ersten Sekunden zu einem „lebhaften Singer/Songwriter-Gemisch“, der auch als „Antithese zu Johnny Cashs dauerhafter Genre-Traurigkeit anmutet“. Autor Thomas Sabottka nannte das Album ein „musikalisches Juwel“.

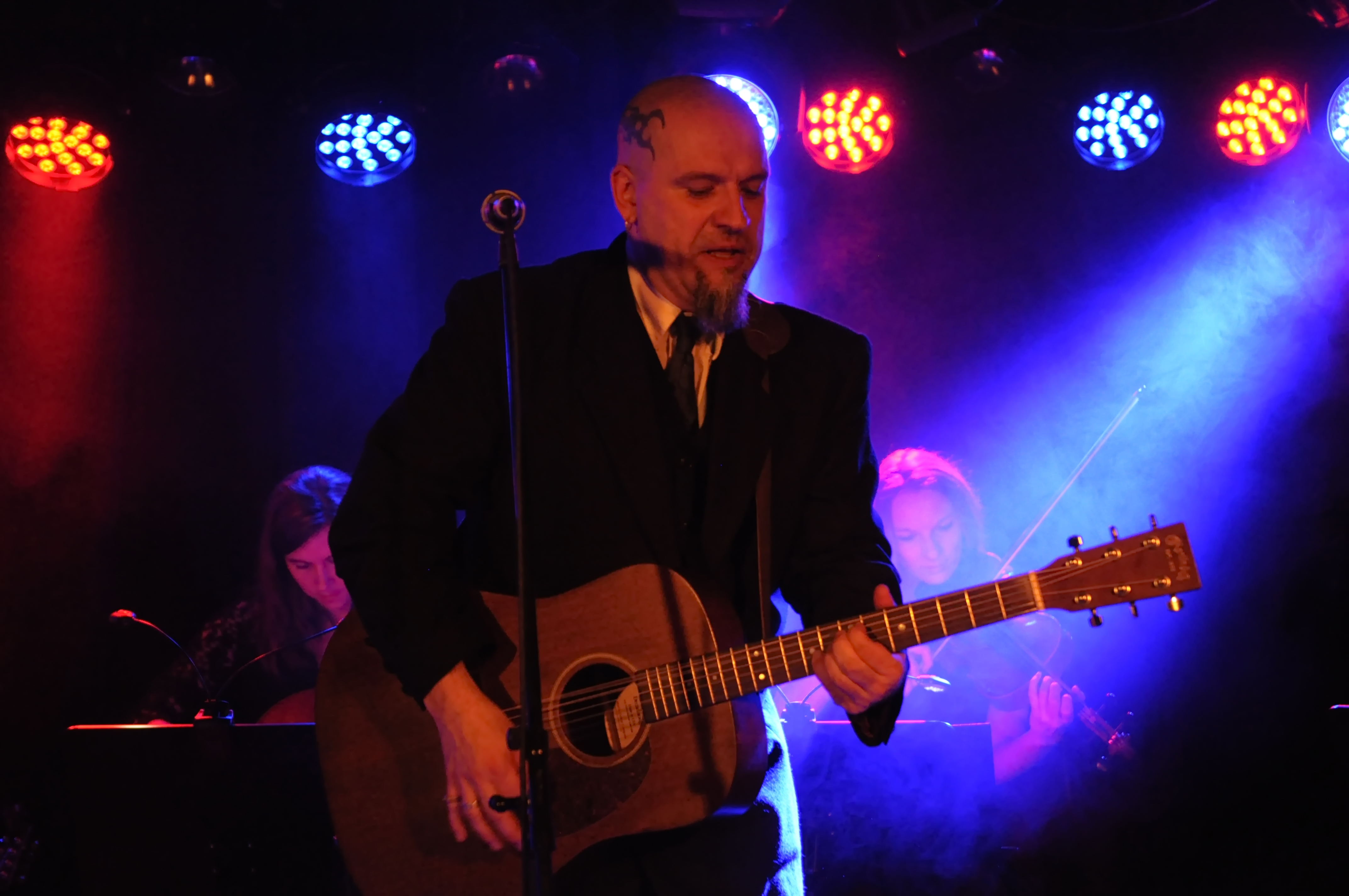
Marcus Testory
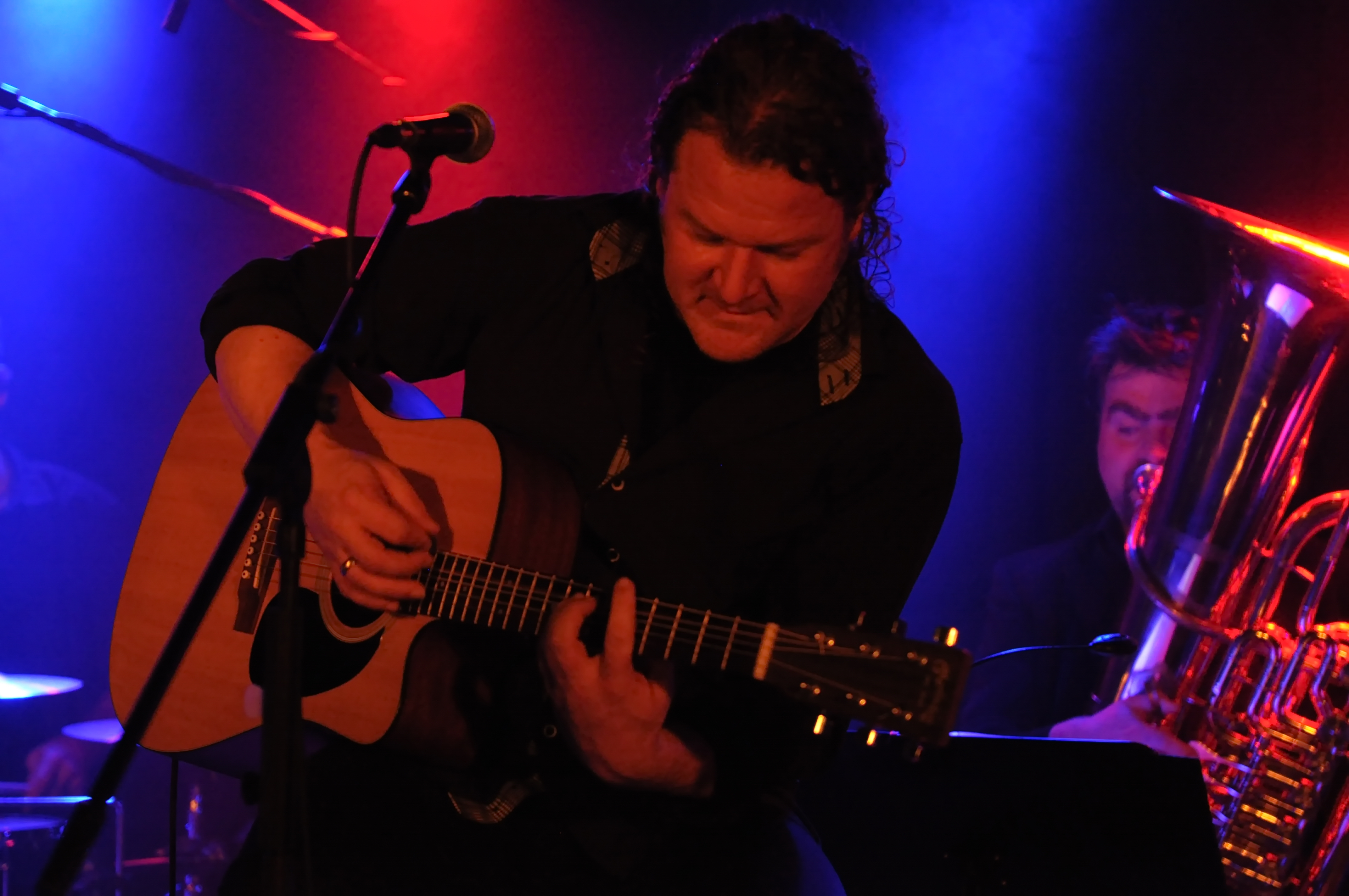
Matthias Ambré
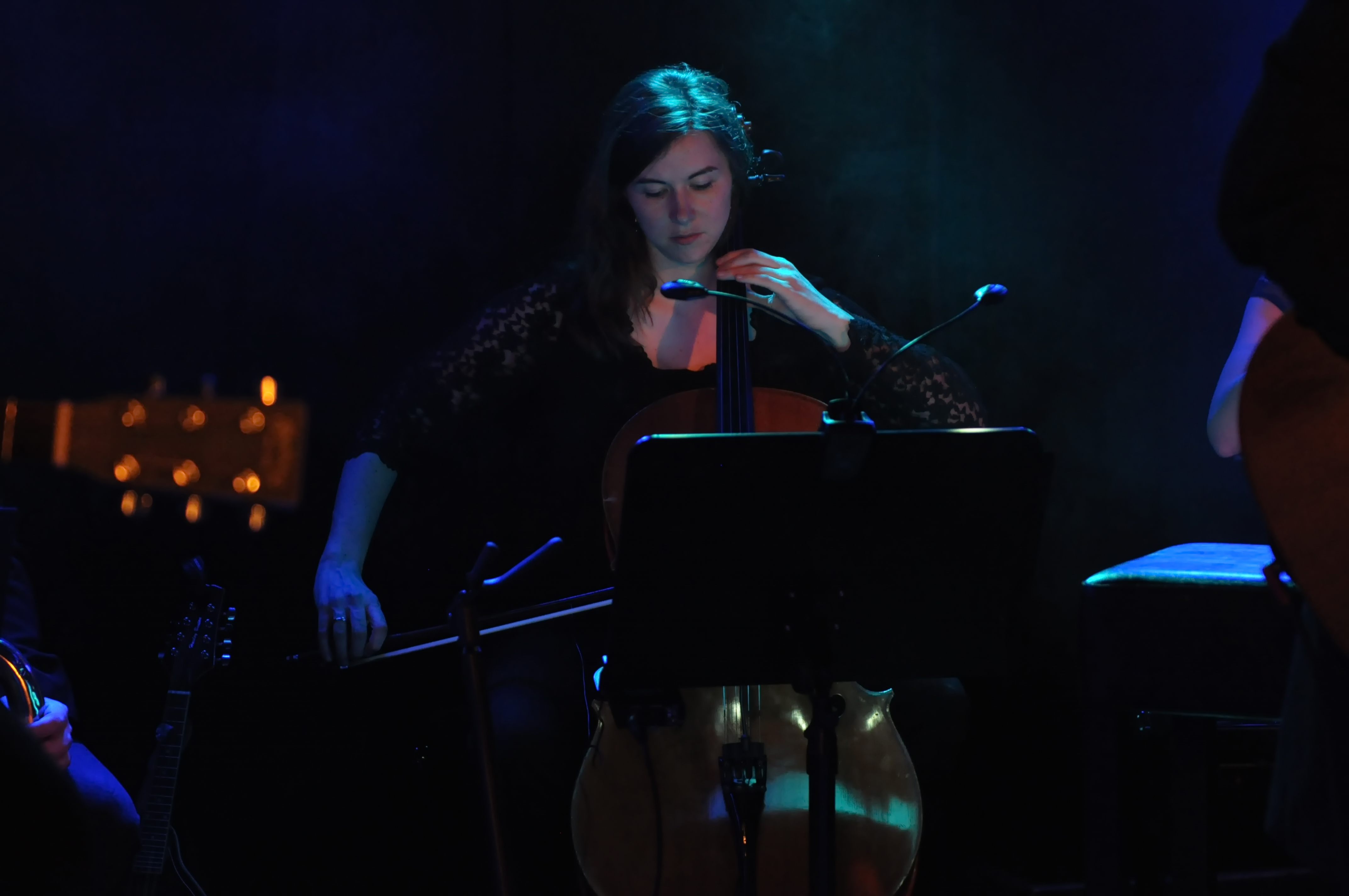
Tabea Rotter
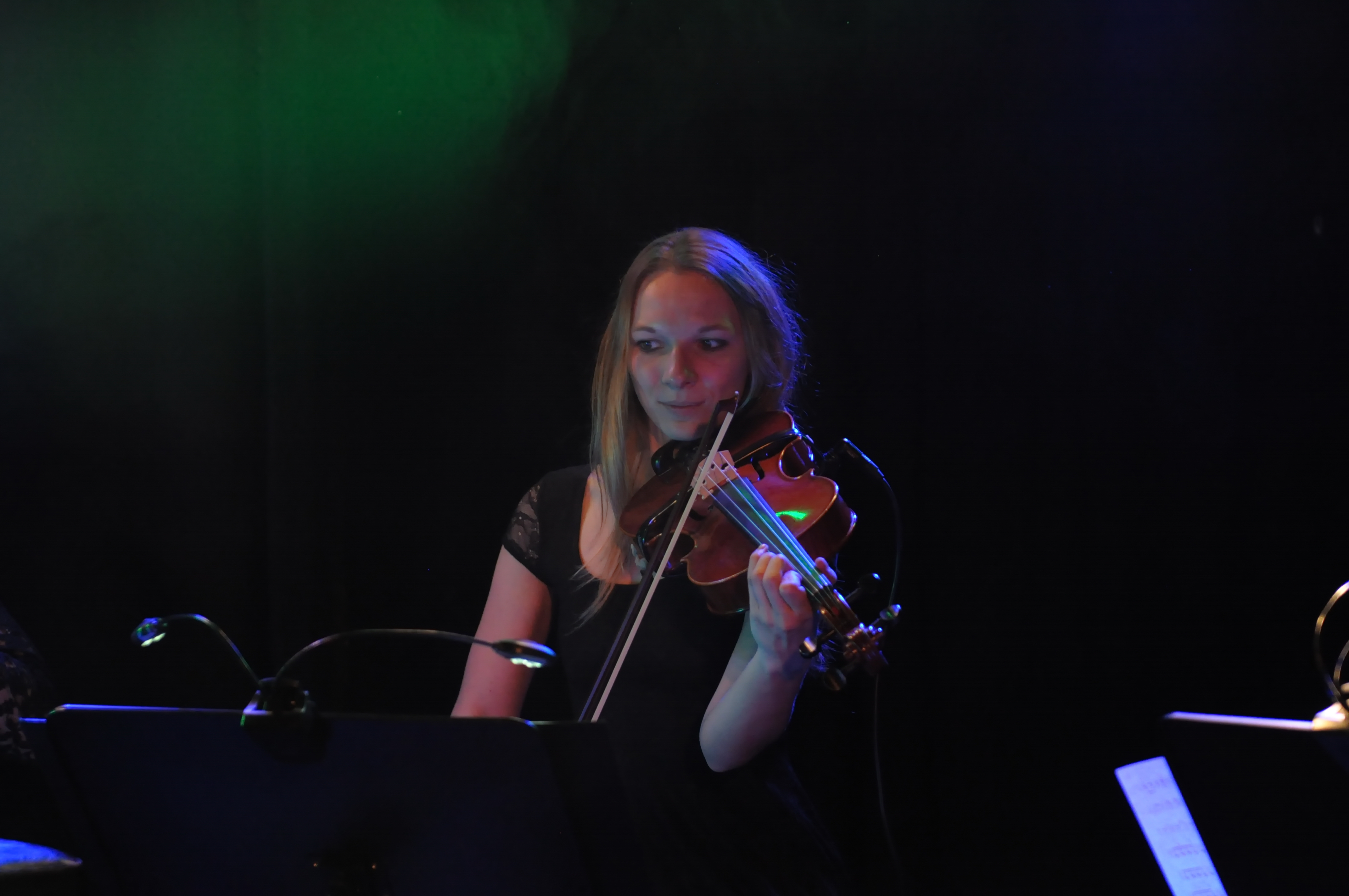
Aline Deinert
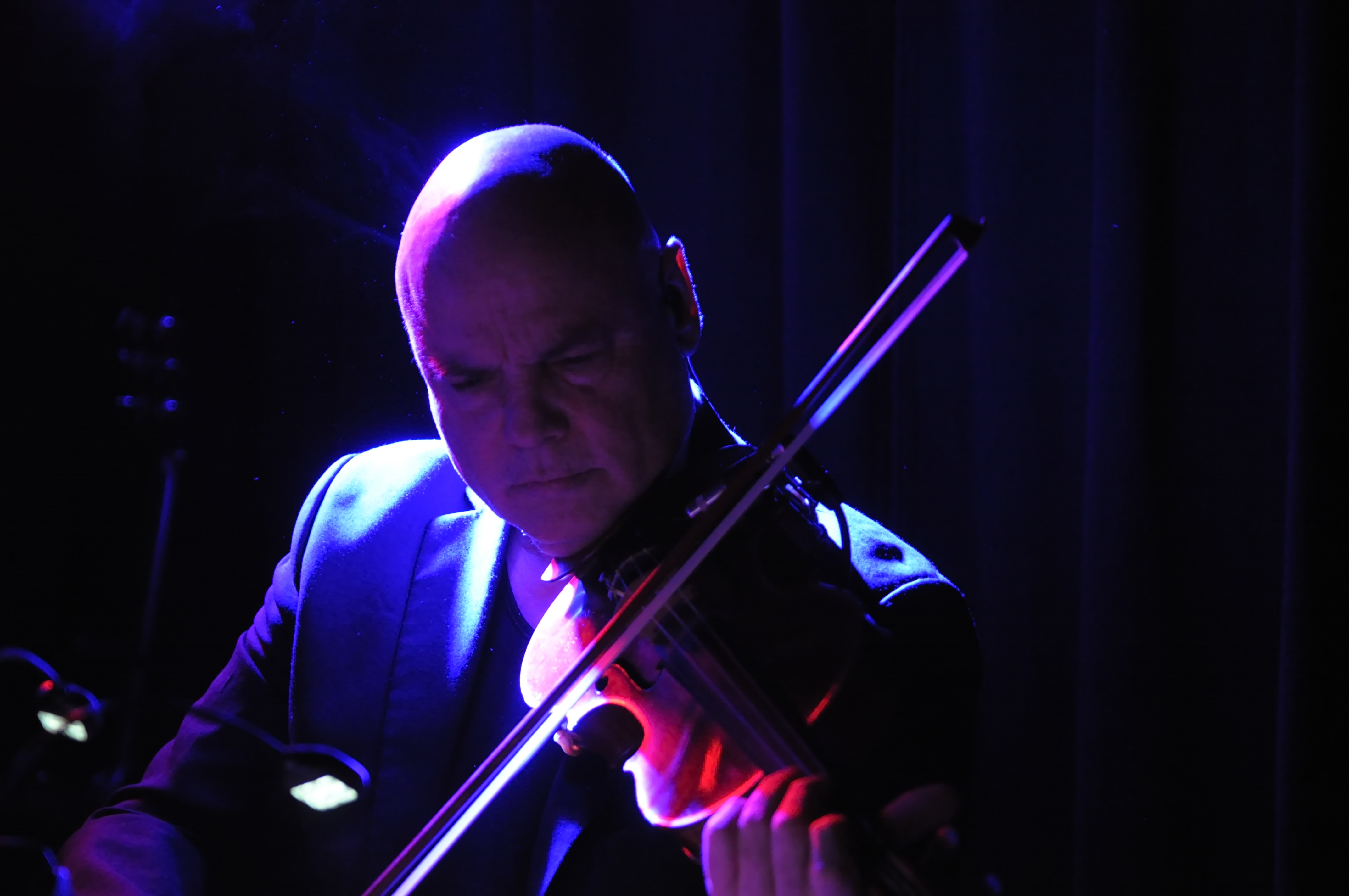
Matthias Raue
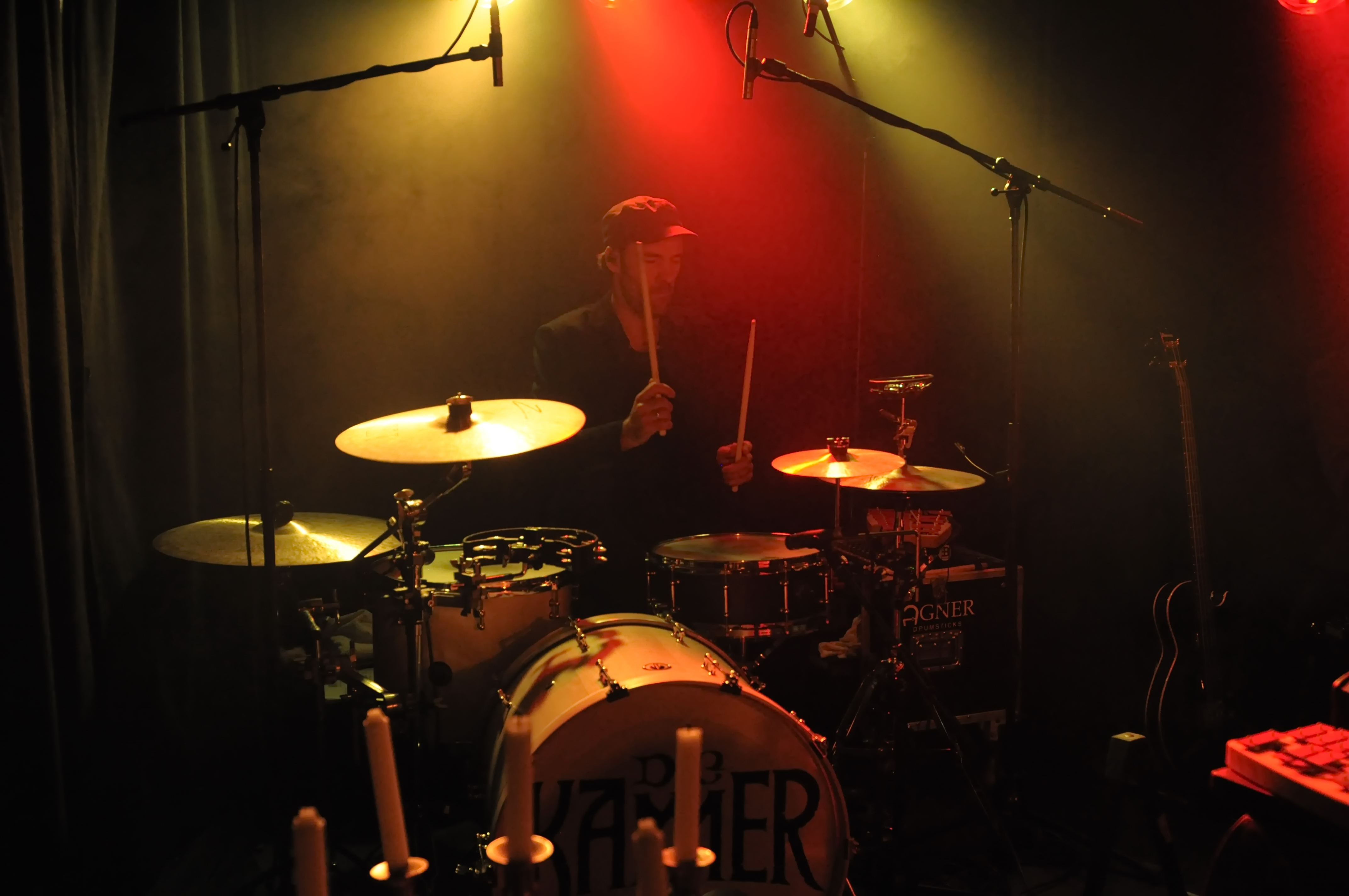
Oliver Himmighoffen
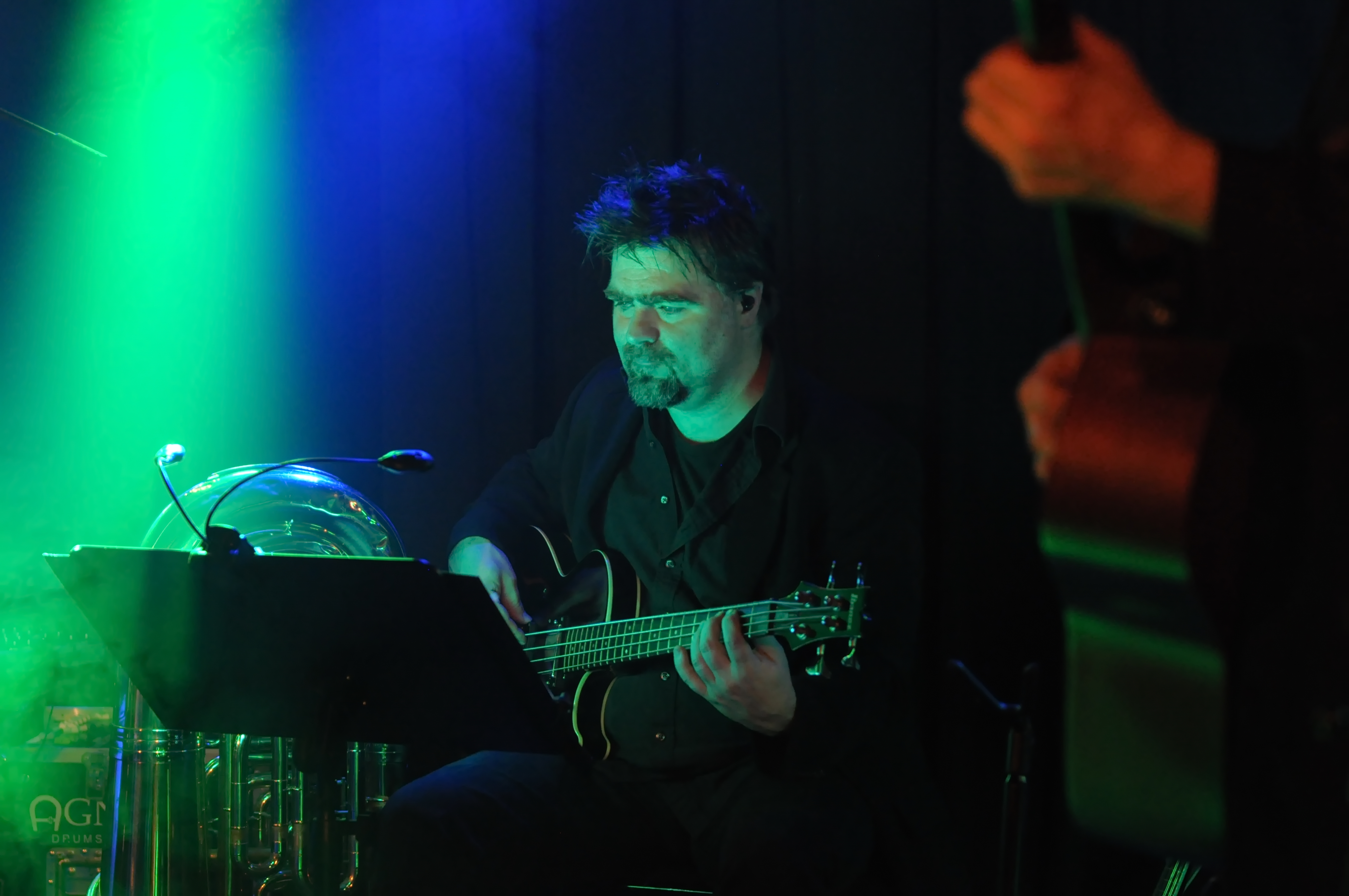
Dirk Klinkhammer

## Besetzung
Die Kammer tritt in unterschiedlichen Besetzungen auf. Neben der Besetzung in voller Stärke, gibt es Die Kammer minimized, die aus Matthias 'Matze' Ambré und Marcus 'Max' Testory besteht. Weitere Auftritte, wie z. B. bei Straßenmusik oder der Videoserie Hither and Thither, finden in wechselnder Besetzung und mit unterschiedlicher Besetzungsstärke statt.
Die volle Besetzung der Kammer:

## Diskografie

### Alben
- 2012: Season I: The Seeming and the Real (CD, Delicious Releases/NMD, VÖ 15. Oktober 2012)
- 2014: Season II: Views from the Inside (CD, Delicious Releases/Membran, VÖ 14. Februar 2014)
- 2016: Season III: Solace in Insanity (CD, Delicious Releases/Membran, VÖ 5. Februar 2016)
- 2018: Season IV Some T#ings Wrong (CD, Delicious Releases, VÖ Oktober 2018)[12]

- 2024: Season V: Maybe Forgotten. Maybe Glorious. (CD, Delicious Releases, VÖ April 2024)[13]

### Singles
- 2012: Season 0: The Orphanage (MP3, Delicious Releases)
- 2016: Season III: Love for Life (CD/2xCD/LP, Delicious Releases)
- 2021: Ago[14]

### EPs
- 2018: Minimized (CD, Delicious Releases, VÖ März 2018)[6]

## Musikvideos
- 2012: The Orphanage (Early Adoptions Epilogue) (Regie/Produktion: Vincent Sorg)
- 2014: Be Careful
- 2017: Carnival of the Peculiar (Regie/Produktion: Katharina Wüst)
- 2021: Ago